# Saint-Paul (metrostation)
Saint-Paul is een metrostation van lijn 1 van de metro van Parijs en ligt in de wijk Le Marais in het 4e arrondissement.
De ingang van het station ligt bij Pointe Rivoli, waar de Rue de Rivoli overgaat in de rue Saint-Antoine.
Vanaf hier is la Place des Vosges gemakkelijk bereikbaar.

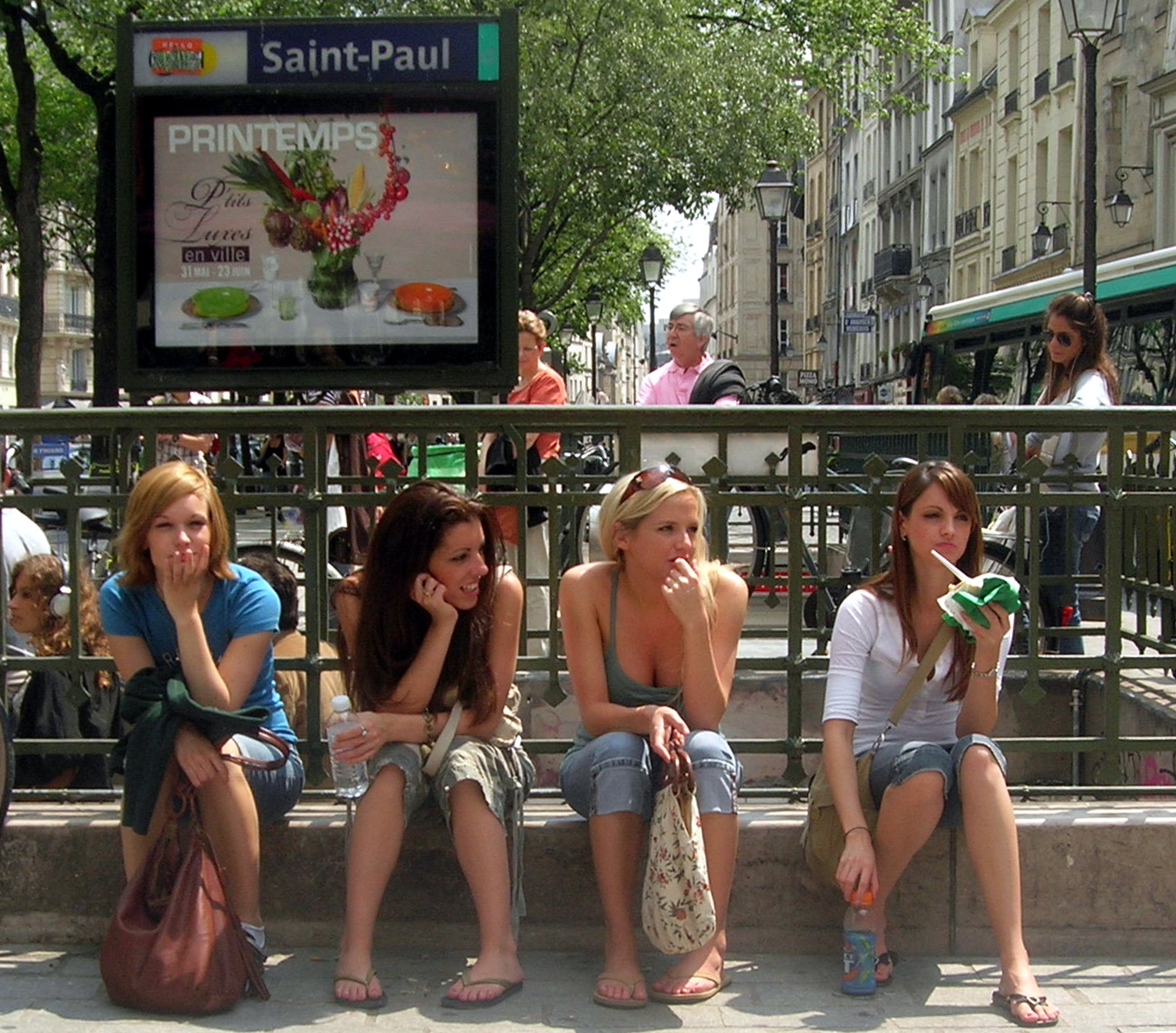
Het station ligt in buurt die veel toeristen aantrekt

La Défense · 
Esplanade de la Défense · 
Pont de Neuilly · 
Les Sablons · 
Porte Maillot · 
Argentine · 
Charles de Gaulle - Étoile · 
George V · 
Franklin D. Roosevelt · 
Champs Élysées - Clemenceau · 
Concorde · 
Tuileries · 
Palais Royal - Musée du Louvre · 
Louvre - Rivoli · 
Châtelet · 
Hôtel de Ville · 
Saint-Paul · 
Bastille · 
Gare de Lyon · 
Reuilly - Diderot · 
Nation · 
Porte de Vincennes · 
Saint-Mandé · 
Bérault · 
Château de Vincennes